# Thaumasia heterogyna
Thaumasia heterogyna là một loài nhện trong họ Pisauridae.
Loài này thuộc chi Thaumasia. Thaumasia heterogyna được Ralph Vary Chamberlin & Wilton Ivie miêu tả năm 1936.